# Puerto Esperanza (Argentina)
Puerto Esperanza es una localidad y municipio argentino ubicado al noroeste de la provincia de Misiones. Es cabecera del departamento Iguazú, y está ubicado aproximadamente a 60 km de las Cataratas del Iguazú. No obstante su nombre, la localidad se encuentra a unos 5 kilómetros del embarcadero sobre el río Paraná. La ciudad se extiende entre el río Paraná y la ruta Nacional N º 12, que es también su principal vía de comunicación, enlazándola al norte con Wanda y Puerto Iguazú, y al sur con María Magdalena y Eldorado.
Se localiza a una latitud de 26° 01’ 22.4’ Sur y una longitud 54° 36’ 47.8’’ Oeste, sobre una altura de 185 m s. n. m. Tiene una superficie de 625 km² y su población en el 2001 era de 15.579 habitantes. Sus principales actividades económicas son la forestación, una planta de celulosa instalada en las cercanías y el cultivo de yerba mate.

## Origen del nombre
Un relato no comprobable asegura que debe su nombre a una joven morena llamada Esperanza Brunquet Brucci. Cuentan que una embarcación que llegaba al lugar llevaba a la susodicha, quien había sido raptada por Adán Luchessi. Él, al detenerse la embarcación en el lugar habría despojado a la dama de su vestido, lo habría atado a una larga tacuara y lo habría plantado en el arenal exclamando -¡Este es tu puerto, Esperanza!-. Desde entonces los visitantes llamaron a aquel lugar Puerto de Esperanza, y con el tiempo Puerto Esperanza.

## Historia
La ciudad fue fundada el 25 de septiembre de 1926 por los suizos Gustavo Keller, Enrique O. Bucher, Alfonso Scherer, Gustavo Ernst y otros, además de trabajadores rurales paraguayos, quienes fueron los primeros en llegar a la zona, los cuales tuvieron la tarea de abrir la selva para poder iniciar plantaciones de yerba mate.
Su santo patrono es San Nicolás de Flüe originario de Suiza.

### Principales acontecimientos[1]
La historia de Puerto Esperanza está ligada estrechamente con el desarrollo de la Sociedad Anónima Yerba Mate, como primera entidad radicada en estas tierras, y luego junto con los establecimientos El Tupí, Carolina y Sajonia fueron el real sostén y puntal del desarrollo económico y social de la localidad.

1909-1910- de la época de pre-fundación de Puerto Esperanza a la compra del lote D con 42.500 hectáreas  realizada por los herederos Istueta, como también de la parte del lote C  por la sociedad Franklin, Herrera y Cía. (de lo que actualmente corresponde al territorio de Puerto Esperanza), que le cedió a la Cía. Tierras y Maderas del Iguazú, quien ya poseía su empresa en Puerto Segundo (el cual formaba parte del lote mencionado anteriormente) con sus principales instalaciones portuarias y con un ferrocarril Decauville.

1926- el Ing. Agr. Suizo Gustavo Keller, apoyado por la sociedad Plantagen A.G., reunió 30 accionistas con el objeto de dedicarse a la plantación de yerba mate  y a la colonización. Para conseguir tierras Gustavo Keller vino a la Argentina, en donde logró comprar 1.054 hectáreas de la propiedad Istueta Hnos. El día 25 de septiembre Keller desembarcó en la playa selvática de Puerto Esperanza, con provisiones y algunos hacheros paraguayos, es por esto que se considera el 25 de septiembre de 1926 el día de fundación de Puerto Esperanza, siendo los ingenieros Gustavo Keller, Enrique O. Bucher, Alfonzo Scherer  y Gustavo Ernst  los pioneros fundadores  de esta colonia y localidad.

1927 (agosto)- Alfonso Scherer y Gustavo Ernst compraron de la sociedad Yerba Mate A.C. (administrada por Keller) 200 hectáreas de monte, formando la sociedad “Ernst Scherer” con el establecimiento “El Tupi” y plantaron 100  hectáreas de yerba mate en etapas. Se puede  considerar a Gustavo Ernst y Alfonso Scherer  como los primeros colonos, puesto que consiguieron y cultivaron sus tierras por sus propios esfuerzos. Todas las obras se efectuaron con muchas dificultades técnicas y sacrificios personales, teniendo presente que la única comunicación existente y posible de Puerto Esperanza con el resto del país y el extranjero fue el río Alto Paraná.

1936- se remensuró una nueva sección en Esperanza Centro, proyectando una nueva red de caminos, para facilitar la venta de lotes y la colonización.

1938- hubo movimiento en la Colonia Istueta, pero no de colonos, sino de comerciantes. Más o menos a un tiempo se radicaron 5 casas de ramos generales: 1) la casa Isaías Bruck que giro  bajo el nombre de Fridman y Melcer “La Gloria”; 2) Escribano y Cía; 3) Bernardo Eldestein “El Progreso”; 4) Kreimer Hnos “casa del pueblo” y 5) Ramon L. Iturrieta. Con excepción del último, se radicaron todos en el paraje denominado Km 10 formando allá algo como un pueblo.

1939-  se produjo un éxodo de colonos alemanes. En este año surge la idea de unir el camino central de colonia Istueta con la ruta 12.

1940- a causa de la guerra europea se produce un total estancamiento de la colonización, no solamente  en nuestra localidad sino en todo Misiones. En esta fecha las empresas instaladas en la colonia iniciaron en conjunto, en el paraje denominado “UNO”, la construcción de un edificio con el objetivo de obtener un centro de correos y telecomunicaciones oficiales. También se construyó el primer destacamento para la Gendarmería Nacional en Puerto Esperanza.

1943- por decreto del 16 de agosto de 1943 la Gobernación de Misiones ha creado la COMISIÓN DE FOMENTO DE PUERTO ESPERANZA adjudicando a este municipio 7500 hectáreas de extensión, en cuyo ejido en aquellos tiempos vivían más o menos 1300 habitantes. Este año fue el más próspero referente a la venta de lotes. De las 1400 hectáreas subdivididas de la sección  Segunda se vendieron unos 28 lotes más o menos con 800 hectáreas, por consiguiente se resolvió ampliar esta sección por un nuevo loteo, y esta sección se denominó en adelante Esperanza Centro.

1944- en una exposición en Posadas, Puerto Esperanza presentó por primera vez los productos locales de su colonia. Para la venta de lotes fue un año realmente próspero, porque se vendieron 16 lotes en Esperanza Centro. Desde el año 1935 hasta 1945 la firma Ernst y Scherer se ocupó de la colonización. La superficie de las tierras vendidas había aumentado de 4.200 hectáreas a 20.000 hectáreas y la población de 1.000 a 3.200 hab. Las empresas de Puerto Esperanza instalaron con el doctor Marenics un hospital en el paraje denominado Yerba Mate , donde se levantó también una capilla católica y se propició la instalación de un cine.

1946- se habilitó un Registro Civil.

1947 (mayo)- se levantó el Censo General de la Nación. La población del Territorio Nacional de Misiones alcanzó 249.396 habitantes y en el ejido de la Comisión de Fomento de Puerto Esperanza que abarca 7500 hectáreas vivían 1.810 personas.

1958- comenzó a sentirse  la necesidad de un centro urbano para toda la zona. Para estudiar y planear la zona al respecto, el interventor consiguió la ayuda de ingenieros y arquitectos. Las conclusiones  a las cuales llegaron los profesionales fueron aceptadas y se cumplieron dando a la  sociedad “Yerba Mate” el cargo de urbanizar.

1960- En marzo la Dirección de Catastro y Geodesia de la provincia de Misiones aprobó el Plano de Urbanización presentado por la “Yerba Mate S.A.”, que abarcaba 27 hectáreas con su respectivo loteamiento, y  empezó a efectuar las primeras ventas de los lotes urbanos. El día 19 de agosto, por el art. 20 de la ley Provincial N°23 Puerto Esperanza quedó como Municipio de tercera categoría.

1961- se inauguró una sucursal del Banco de la Nación Argentina, funcionando en un local alquilado en el paraje denominado “El Tupi”.

1962- para mejorar la atención médica de los obreros, colonos y empleados, las 5 plantaciones más importantes de Esperanza, levantaron  una clínica en la urbanización, a cargo del doctor Elías A. Baldaccini, médico de la localidad. También se iniciaron los trámites y movimientos para levantar una nueva Iglesia Parroquial en el centro de la misma.

1965- se realizó la construcción del edificio de la Comisaría de Policía, además se levanta el gran Cine Texas y el Hotel Tropical comienza a  funcionar (todo en el centro urbano).

1966- la urbanización en el paraje denominado “Yerba Mate”, iniciada en años anteriores, empezó a tomar contornos excelentes: se forma el indiscutible centro urbano de Puerto Esperanza. En esta área, gracias a las donaciones de Yerba Mate S.A., se comenzó a construir la Municipalidad y se trasladó la sucursal del Banco de la Nación.

1968- a causa de la implementación del sistema de cupos, se produce un éxodo de la juventud agraria. En las chacras quedan solamente los viejos, mientras que los hijos buscan otros empleos o se mudan a las ciudades.

1972- la Sociedad “Carolina S.C.A.”, con financiación del Banco Hipotecario, construye dos barrios, el primero al oeste de la plaza principal, denominada  Plan VEA, con 12 vistosos chalets familiares, y el otro al norte de la plaza mencionada, con 31 chalets de categoría, denominada barrio Norte.

1975- por la Ley N.º 565, del 12 de septiembre de 1975, Puerto Esperanza ascendió a la segunda categoría de municipios. Se inauguró el nuevo edificio de la sucursal del Banco de la Nación Argentina en el centro urbano. en la zona de Esperanza Centro se inauguró la Sala de Primeros Auxilios que quedó bajo dirección del doctor Pedro Gamberini.

1976- Debido al Golpe de Estado que derrocó el gobierno Constitucional de María estela Martínez de Perón, dando inicio a la última dictadura cívico-eclesiástico-militar, el 24 de marzo de 1976 quedó intervenida la Municipalidad de Puerto Esperanza, quedando a cargo como intendente de facto el Delegado Interventor 20 Comandante de la Gendarmería Nacional Manuel Luis Ripoll.